# Borogovia gracilicrus
 Borogovia gracilicrus (“de borogoves ligeramente construido”) es la única especie conocida del género extinto Borogovia de dinosaurio maniraptor trodóntido, que vivió a finales del período Cretácico, hace aproximadamente 70 millones de años, en el Maastrichtiense, en lo que es hoy Asia.

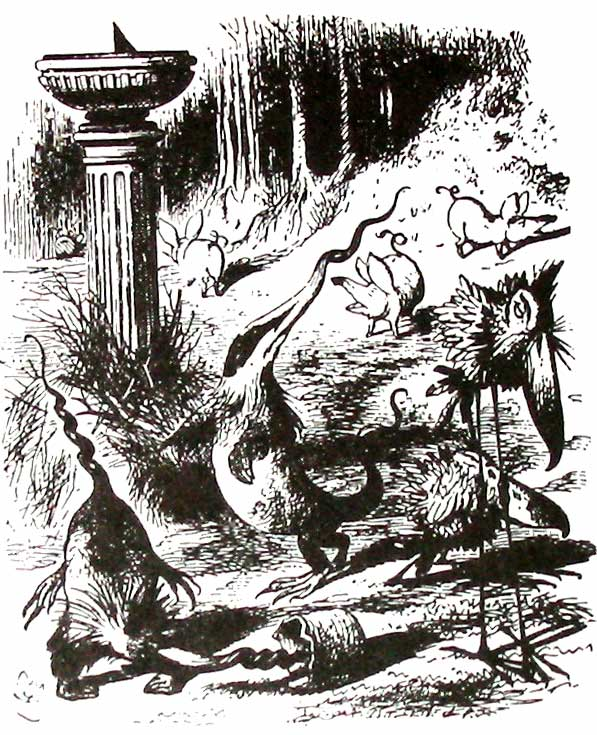
El nombre de Borogovia se deriva de los 'borogoves'

En 1971, una expedición polaco-mongola descubrió los restos de un pequeño terópodo en el sitio de Altan Ula IV, en la cuenca de Nemegt de la provincia de Ömnögov. En 1982, Halszka Osmólska informó del hallazgo fue considerado como un posible espécimen de Saurornithoides.
Borogovia es un depredador bípedo de 2 metros de largo y 20 kilogramos de peso, con largas patas traseras que le permitían correr rápidamente terminaban en una garra retráctil en el segundo dedo del pie. Esta garra era más pequeña que la de los dromeosáuridos, pero igualmente filosa. El tibiotarso tienen una longitud estimada de veintiocho centímetros, es muy alargado. El tercer dedo es estrecho. La segunda falange del segundo dedo del pie es corta. La garra del segundo dedo del pie es corta y relativamente plana. Osmólska afirmó que el segundo dedo del pie no podía ser hiperextendido y sugirió que había recuperado una función de soporte de peso, compensando la debilidad del tercer dedo.  Solo se conocen los miembros posteriores por lo que las representaciones la forma se basa en el mejor conocido Troodon. El género debe su nombre a una bestia ficticia, llamada "Borogoves" creada por Lewis Carroll para el poema Jabberwocky. El nombre específico es una combinación de latín gracilis, "ligeramente construido", y crus , "pantorilla", en referencia a la elegante construcción de la parte inferior de la pierna. Fue encontrado en el desierto de Gobi, en la Formación de Nemegt, en Mongolia, en el mismo sitio se han encontrados el Saurornithoides y el Tochisaurus por lo que es de pensar que los tres sean la misma especie. Borogovia es considerado un Maniraptor perteneciente a la familia Troodontidae.